# BBS7
Proteína del síndrome de Bardet-Biedl 7 es una proteína que en humanos está codificada por el gen BBS7 . Las mutaciones en este gen están asociadas con el síndrome de Bardet-Biedl.
Se cree que el complejo BBSome funciona como un complejo de recubrimiento necesario para clasificar las proteínas de membrana específicas de los cilios primarios. El complejo BB es requerido para la ciliogénesis pero es prescindible para la función satélite centriolar. Esta función ciliógena está mediada en parte por el factor de intercambio Rab8 GDP / GTP, que se localiza en el cuerpo basal y contacta con BBSome. Rab8 (GTP) ingresa al cilio primario y promueve la extensión de la membrana ciliar. En primer lugar, el BBSome se asocia con la membrana ciliar y se une a RAB3IP / Rabin8, el factor de intercambio de guanosilo (GEF) para Rab8 y luego el Rab8-GTP se localiza en el cilio y promueve el acoplamiento y la fusión de las vesículas portadoras a la base de la membrana ciliar. El complejo BBSome, junto con el LTZL1, controla el tráfico ciliar SMO y contribuye a la regulación de la vía del erizo sónico (SHH). Requerido para un correcto ensamblaje del complejo BBSome y su localización ciliar.